# Puck (ciudad)
Puck es una ciudad de Polonia localizada en la costa sur del mar Báltico, a unos 30 kilómetros al norte de Gdynia. Puck es la capital del condado de Puck, dentro del voivodato de Pomerania. Población: 11.350 (2006).

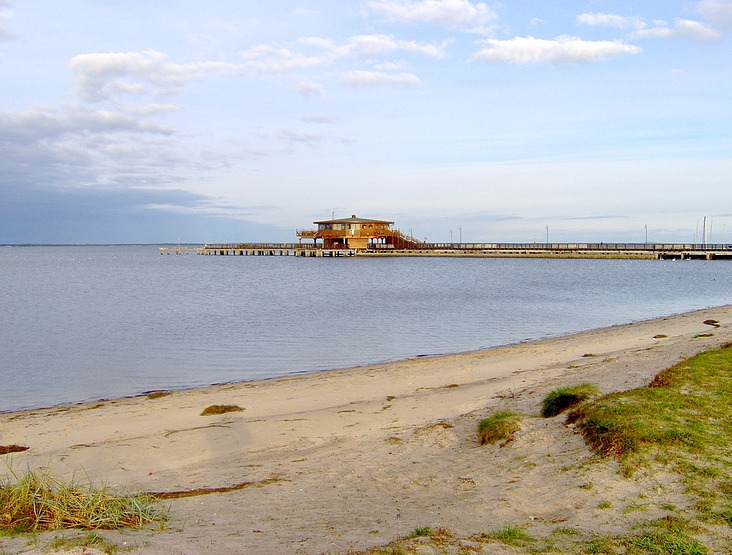
Muelle de Puck.

- Datos: Q628962
- Multimedia: Puck / Q628962